# StuGo
StuGo è una serie animata statunitense del 2025 prodotta dalla Disney Television Animation. La serie è stata creata da Ryan Gillis e viene trasmessa sul canale statunitense Disney Channel dall'11 gennaio 2025. In Italia la serie viene distribuita dal 2025 su Disney+.

## Trama
Sei studenti dotati delle medie che compongono il governo studentesco (o StuGo in breve, da cui il nome della serie) nelle rispettive scuole vengono invitati su un'isola misteriosa nei Caraibi per partecipare a quello che credono essere un legittimo campo estivo accademico.
Tuttavia, scoprono presto che si tratta di uno stratagemma orchestrato dalla dottoressa Lullah, una scienziata pazza che vive sull'isola. Impossibilitati ad andarsene per tre mesi, i ragazzi devono vedersela con la fantastica e pericolosa flora e fauna mutante dell'isola, gran parte della quale è stata creata da Lullah.

## Episodi
| Stagione       | Episodi | Prima TV USA | Prima TV Italia |
| -------------- | ------- | ------------ | --------------- |
| Prima stagione | 30      | 2025         | 2025            |